# Spodnja Nova vas
Spodnja Nova vas este o localitate din comuna Slovenska Bistrica, Slovenia, cu o populație de 197 de locuitori.